# 遊劍江湖
《遊劍江湖》，又名《彈鋏歌》，為梁羽生所著的一部武俠小說，描述武林中人孟元超、雲紫蘿、繆長風、楊牧等人的恩怨情仇。

## 故事概要
保定名武師楊牧英年驟逝。其姐和眾徒弟懷疑死因，開棺後裡頭卻空無一人。楊妻雲紫蘿在眾人責難之下，只得獨自離去。留下的七歲兒子楊華卻被一名蒙面人帶走。 　　
其實楊華並非楊牧的親生子，而係雲紫蘿與昔日青梅竹馬孟元超的骨肉。當雲紫蘿懷有身孕之際，孟因報師仇而離去。雲為保住名聲，只得嫁給楊牧。其後傳來孟元超死訊，而雲紫蘿亦為楊牧所感動，遂結成真正夫妻。數年後，雲紫蘿無意中得知孟元超未死，並加入反清義軍。此番楊牧實為假死以圖挽回妻子的心，卻令妻子背上嫌疑而離家。而劫走楊華者為雲、孟的昔日舊識宋騰霄。
雲紫蘿尋得孟元超時，得知孟另有愛慕者而決心成全。適逢孟的仇家點蒼雙煞前來尋仇，雲紫蘿助孟擊敗對手後悄然離去，卻令在暗處觀察的楊牧妒火中燒。楊牧心起歹意，成為清廷爪牙，到處中傷孟元超。而點蒼雙煞則從宋騰霄手中搶走楊華，並收為徒弟。 　　
雲紫蘿結識江湖豪俠繆長風，彼此相慕，遂同赴泰山參加扶桑派的開山大會。楊牧誣陷孟元超誘拐其妻，雲紫蘿認清了楊牧的真面目，決心與之斷絕關係。
在小金川戰場上，義軍終敗清軍。雲紫蘿先救了身負重傷的孟元超，其後又與繆長風雙雙中了劇毒暗器。雲紫蘿為救繆長風，舍身為其吸毒而不治身死。
繆長風痛哭一場之後，帶著雲紫蘿的遺孤離去。

## 參看
- 武俠小說